# Рудня Бронская
Рудня Бронская (бел. Рудня Бронская) — деревня в Запольском сельсовете Рогачёвского района Гомельской области Беларуси.

## География

### Расположение
В 8 км на запад от районного центра и железнодорожной станции Рогачёв (на линии Могилёв — Жлобин), 129 км от Гомеля.

### Гидрография
На реке Добрица (приток реки Друть).

## Транспортная сеть
Транспортные связи по просёлочной, затем автомобильной дороге Бобруйск — Гомель. Планировка состоит из короткой прямолинейной улицы, ориентированной с юго-запада на северо-восток и застроенной редко деревянными усадьбами.

## История
По письменным источникам известна с XIX века как селение в Рогачёвском уезде Могилёвской губернии. С 1867 года работала сукновальня. В 1931 году жители вступили в колхоз. Во время Великой Отечественной войны в июне 1944 года оккупанты сожгли деревню и убили жителя. Согласно переписи 1959 года в составе колхоза «Октябрь» (центр — деревня Стреньки).

## Население

### Численность
- 2004 год — 3 хозяйства, 3 жителя.

### Динамика
- 1897 год — 11 дворов, 74 жителя (согласно переписи).
- 1940 год — 17 дворов, 84 жителя.
- 1959 год — 71 житель (согласно переписи).
- 2004 год — 3 хозяйства, 3 жителя.

## Известные уроженцы
- Г. И. Шелушков — Герой Советского Союза.